# Kung Fu Panda (computerspel)
Kung Fu Panda is een actiespel ontwikkeld door verscheidene computerspelbedrijven en uitgegeven door Activision in Europa op 27 juni 2008 voor op Microsoft Windows, Nintendo DS, PlayStation 2, PlayStation 3, Wii en de Xbox 360.

## Gameplay
In Kung Fu Panda bestuurd de speler Po, een reuzenpanda die in de Vredesvallei woont, een fictieve stad in China. Hij ziet de Vurige Vijf, een vijftal Kungfumeesters, als zijn idolen.
Vanaf het begin van het spel heeft Po al een aantal Kung Fu krachten, in tegenstelling tot de film. Belangrijke onderdelen van het spel zijn vechten tegen zwijnen en krokodillen, puzzels en vallen ontwijken. Een functie die vaker voor komt is Po zijn "pandarol". Hierbij rolt Po zich op en kan hij vijanden opzij beuken. Tevens kan hij zo lange afstanden op een snelle manier overbruggen. Tijdens het spel kan de speler nieuwe bewegingen en aanvallen vrijspelen. In de levels kunnen munten verzameld worden om nieuwe outfits en nieuwe personages mee vrij te spelen.
Bij de Wii versie wordt de Wii-afstandsbediening gebruikt om te vechten en in de Nintendo DS versie wordt het touchscreen gebruikt om te vechten.

## Ontvangst
| Beoordeeld door        | Platform      | Datum            | Score |
| ---------------------- | ------------- | ---------------- | ----- |
| PGNx Media             | Windows       | 5 juni 2008      | 86%   |
| GameZone               | Windows       | 19 juni 2008     | 80%   |
| Gamereactor (Finland)  | Xbox 360      | 11 juli 2008     | 80%   |
| Game Vortex            | PlayStation 3 | juni 2008        | 78%   |
| GamingExcellence       | PlayStation 3 | 19 augustus 2008 | 78%   |
| GamingTrend            | Wii           | juni 2008        | 77%   |
| Inside Mac Games (IMG) | Macintosh     | 16 oktober 2009  | 75%   |
| Game Freaks 365        | PlayStation 3 | juni 2008        | 72%   |
| X-Box Gamer            | Xbox 360      | 28 juli 2008     | 70%   |
| Game Vortex            | Wii           | juni 2008        | 60%   |